# Dragon Crisis!
Dragon Crisis! (jap. ドラゴンクライシス!, Doragon Kuraishisu!) ist eine von Kaya Kizaki geschriebene und mit Illustrationen von Itsuki Akata versehene Light-Novel-Reihe, die seit Anfang 2007 vom japanischen Publisher Shūeisha verlegt wird.
Das Animationsstudio Studio Deen adaptierte die Buchreihe im Jahr 2011 als gleichnamige Anime-Fernsehserie, deren Regie von Hideki Tachibana geführt wurde.

## Handlung
In einer fiktiven Welt, die sich zahlreicher europäischer Legenden bedient, geht der Schüler Ryūji Kisaragi (如月 竜司, Kisaragi Ryūji) seinem üblichen Tagesgeschäft nach. Jedoch wird er von seiner schon erwachsenen Cousine Eriko Nanao (七尾 英理子, Nanao Eriko) mehr oder weniger aus der Schule entführt, da er ihr unbedingt bei der Übergabe eines Lost Precious, eines magischen Gegenstands, behilflich sein soll. Dabei wird ihm schnell bewusst, dass sie eigentlich an der Übergabe überhaupt nicht beteiligt ist und sich selbst der Kiste fragwürdigen Inhalts bemächtigen will. Eriko, die eine Sammlerin dieser Gegenstände ist, gelingt es, die Übergabe zu sabotieren, und beide ergreifen schnellstmöglich mit ihrer Beute die Flucht. Schon beinahe eingeholt offenbart sich ihnen der Inhalt der Kiste. In ihr steckt das Drachenmädchen Rose, das auch als Roter Drache bekannt ist. Mit ihrer Hilfe bzw. ihrer Feuermagie gelingt es ihnen, ihre Verfolger abzuhängen.
Rose zeigt zur Verwunderung von Eriko eine extreme Zuneigung zu Ryūji und weicht ihm nicht mehr von der Seite. Da Rose (ローズ) zu diesem Zeitpunkt noch nicht sprechen kann, versuchen sie gemeinsam zu ergründen, warum Rose so auf ihn fixiert ist, was bei Drachen gewöhnlicherweise nur bei der ersten Bezugsperson der Fall ist. Als sie in Ryūjis Vergangenheit nach der Antwort suchen, kommen sie zu der Feststellung, dass Ryūji ihr in Europa bei ihrer Geburt begegnet ist und sie ihm als verirrtem Jungen, getrennt von seinen Eltern, das Leben rettete. Da er zugleich die erste Person war, die sie sah, erklärt sich auch ihre extreme Zuneigung zu ihm.
Während Rose allmählich das Sprechen erlernt, entschließt sich Eriko, sie einem Wissenschaftler und Freund von der Society (ソサエティ) vorzustellen. Ziel ist es, mehr über Rose herauszufinden. Dies gestaltet sich jedoch sehr schwierig, da Rose ihm immer noch kein Stück von der Seite weichen will. Die Lage spitzt sich jedoch dramatisch zu, als der Empfänger der „Kiste“, seinerseits als schwarzer Drache bekannt, sich anschickt, Rose zu entführen. Weder das Wachpersonal noch Ryūji oder Eriko können etwas dagegen unternehmen, dass Rose letztlich von ihm entführt wird. Gewillt, Rose wieder zurückzuholen, begeben sich Ryūji und Eriko in die Schatzkammer seiner Eltern. Dort soll sich ein Lost Precious befinden, das nur für ihn vorgesehen sei. Schließlich sei er wie Eriko ein so genannter Breaker. Menschen, die in der Lage sind, sich die Fähigkeit der Schätze zunutze zu machen. Er soll dabei nach ihrer Aussage zu den wenigen Breakern mit dem höchsten Level gehören und dadurch in der Lage sein, die Waffe einzusetzen. Er hat dabei aber durchaus seine Probleme. Dennoch machen sie sich auf den Weg zum Hauptsitz des schwarzen Drachen. Hier müssen sie sich Roses Entführer erneut stellen und scheinen ihm abermals unterlegen. Rose kommt aber in körperlichen Kontakt mit Ryūji und kann mit ihm eine Verbindung eingehen, die als Engage bezeichnet wird. Dadurch leitet sie einen Teil ihrer Kraft in Ryūjis Attacke um, der sich schließlich ihr Widersacher unterlegen sieht und flieht.
In der Folgezeit kehrt wieder etwas mehr Ruhe in das gemeinschaftliche Leben ein, wobei aber insbesondere auch Ryūjis Beziehung zu seiner Schulfreundin Misaki Etō (江藤 実咲, Etō Misaki) mehr in den Mittelpunkt rückt. So Misaki kann es nämlich gar nicht fassen, dass Ryūji in ihren Augen nun eine Beziehung zu einem anderen Mädchen hat und sie links liegen lässt. Auf der anderen Seite ist Rose aber auch extrem eifersüchtig auf Misaki. Dies bleibt selbst der Fall, als alle zusammen auf einer südlichen Insel die Ferien verbringen. Jedoch treffen sie hier auf den weiblichen weißen Drachen Maruga (マルガ), der sie damit beauftragt und in gewisser Weise auch erpresst, ihr ein Lost Precious ihrer Familie wiederzubesorgen. Der derzeitige Besitzer ist ein berüchtigter Breaker und Priester, der, wie sich herausstellt, eine ungeheuerliche Wut gegenüber Drachen besitzt. Da die Drachen jedoch auf den ersten Blick von Menschen nicht zu unterscheiden sind, kommt es dazu, dass er sich sogar in Maruga verliebt und beide ihren gegenseitigen Konflikt, der auf Missverständnissen und widersprüchlichen Aussagen beruht, beilegen können.
Ab diesem Punkt schließen sich zahlreiche weitere Handlungsbögen an, die sich zumeist auf einen weiteren Drachen oder die Nebeneffekte der Lost Precious beziehen. Als eine weitere wichtige Hauptfigur etabliert sich die Halbwölfin Ai (アイ), die einst ein Mensch war, aber von ihrem Herren, der sie mit seinem Charme einwickelte, durch ein Lost Precious in jene Gestalt verwandelt wurde. Das Aussehen des Iris-Heterochromie besitzenden Mädchens schwankt daher zwischen dem eines normalen Menschen und eines Kemonomimi. Letztlich kann sie sich jedoch von ihrem ‚Herren‘ losschlagen und steht seitdem immer wieder Ryūji helfend zu Seite, wenngleich Rose, wie allen anderen weiblichen Personen gegenüber, als Konkurrenz sieht.

## Entstehung und Veröffentlichungen
Die Light-Novel-Reihe Dragon Crisis! wird seit dem 30. Januar 2007 von Shūeisha veröffentlicht. Geschrieben wurden die bisher zwölf Ausgaben von Kaya Kizaki. Die Illustrationen, die die Handlung begleiten, wurden von Itsuki Akata gezeichnet.
- Bd. 1: Shinku no Otome (真紅の少女), ISBN 978-4-08-630339-2, 30. Januar 2007
- Bd. 2: Irainin wa Ōjosama (依頼人は皇女さま), ISBN 978-4-08-630353-8, 30. April 2007
- Bd. 3: Aishi no Ōkami Shōjo (愛しのオオカミ少女), ISBN 978-4-08-630373-6, 30. August 2007
- Bd. 4: Shingakki wa Ōsawagi!! (新学期は大騒ぎ!!), ISBN 978-4-08-630393-4, 25. Dezember 2007
- Bd. 5: Rose no Kakusei (ローズの覚醒), ISBN 978-4-08-630419-1, 30. April 2008
- Bd. 6: Doitsu Koi no Uranai Sōdō (ドイツ恋占い騒動), ISBN 978-4-08-630435-1, 30. Juli 2008
- Bd. 7: Otona no Gishiki (オトナの儀式), ISBN 978-4-08-630456-6, 26. November 2008
- Bd. 8: Saikyō Member Shūketsu!! (最強メンバー集結!!), ISBN 978-4-08-630477-1, 30. März 2009
- Bd. 9: Kon’yakusha wa Totsuzen ni!? (婚約者は突然に!?), ISBN 978-4-08-630501-3, 30. August 2009
- Bd. 10: Heroine wa Dare!? (ヒロインは誰!?), ISBN 978-4-08-630520-4, 30. Dezember 2009
- Bd. 11: Magic Time (マジックタイム), ISBN 978-4-08-630544-0, 30. Mai 2010
- Bd. 12: Kessen Zen’ya no Otometachi (決戦前夜の少女たち), ISBN 978-4-08-630578-5, 30. November 2010

## Hörspiel
Am 25. März 2009 erschien ein Hörspiel zur Buchreihe bei Frontier Works.

## Anime
Aufbauend auf der Light-Novel-Reihe entstand die gleichnamige Anime-Fernsehserie Dragon Crisis!. Animiert wurde sie von Studio Deen unter der Regie von Hideki Tachibana.
Die Erstausstrahlung der Serie begann in der Nacht des 11. Januar 2011 (und damit am vorherigen Fernsehtag) auf Chiba TV. Eine viertel Stunde später begannen ebenfalls Tochigi Television, Yomiuri Telecasting und TV Kanagawa mit der Übertragung. In den weiteren Tagen folgten die Sender Kids Station, Chūkyō TV und TV Saitama. Parallel dazu wurde die Serie ebenfalls über zahlreiche Streaming-Angebote bereitgestellt. Zu ihnen gehören ShowTime, GyaO! Store, Anime One (Biglobe), DMM.com, Bandai Channel, Animate TV und TV Dogachi. Die Erstausstrahlung auf Chiba TV endete nach zwölf Folgen am 29. März 2011.

### Synchronisation
| Rolle          | japanischer Sprecher |
| -------------- | -------------------- |
| Ryūji Kisaragi | Hiro Shimono         |
| Rose           | Rie Kugimiya         |
| Eriko Nanao    | Yukana               |
| Misaki Etō     | Mayako Nigo          |
| Maruga         | Yui Horie            |
| Ai             | Yuka Inokuchi        |

### Musik
Die den Anime begleitende Musik wurde von Makoto Miyazaki komponiert und arrangiert.
Im Vorspann der Serie wurde eine Kurzfassung des Titels Immoralist (インモラリスト) gespielt, der von Ryūjin Kiyoshi geschrieben und komponiert wurde. Das Arrangement übernahm Gō Takahashi, während Yui Horie die gesanglich Interpretation übernahm. Der Titel erschien am 2. Februar 2011 als Single, auf der als so genannte B-Seite ebenso die Titel True truly love und HOLIDAY enthalten waren. Alle drei Titel waren zusätzlich noch einmal als Karaoke-Version auf der insgesamt 15 Minuten und 38 Sekunden langen Single enthalten.
Im Abspann wurde der Titel Mirai Bowl (ミライボウル) gespielt, dessen Liedtext von Straightball Murano  geschrieben wurde. Ken’ichi Maeyamada und Tomotaka Ōsumi übernahmen die Komposition. Das Arrangement stammt von Narasaki und der Gesang von Momoiro Clover. Als Single soll der Titel am 9. März 2011 zusammen mit den Stücken Chai Maxx und Zenryoku Otome (全力少女) veröffentlicht werden.